# WWE Unforgiven
WWE Unforgiven foi um evento anual pay-per-view (PPV) de luta profissional produzido pela World Wrestling Entertainment (WWE), uma promoção de wrestling profissional com sede em Connecticut. Foi realizado pela primeira vez como o 21º In Your House PPV em abril de 1998. O Unforgiven voltou como seu próprio PPV em setembro de 1999 e continuou como o PPV anual de setembro até o evento final em 2008. Desde seu primeiro evento até o evento de 2001, o PPV foi realizada quando a promoção ainda se chamava World Wrestling Federation (WWF).
Unforgiven: In Your House foi notável por apresentar a primeira luta no Inferno, bem como a primeira combinação de vestido de noite. Depois que a WWE introduziu a extensão da marca em 2002, o Unforgiven de 2003 a 2006 foi realizado exclusivamente para a marca Raw. Após a WrestleMania 23 em abril de 2007, os PPVs exclusivos da marca foram descontinuados, portanto, os eventos de 2007 e 2008 também apresentaram as marcas SmackDown e ECW. Em 2009, Unforgiven foi descontinuado e substituído por Breaking Point.

## História
O Unforgiven foi realizado pela primeira vez como um evento pay-per-view (PPV) In Your House. In Your House foi uma série de PPVs mensais produzidos pela primeira vez pela World Wrestling Federation (WWF, agora WWE) em maio de 1995. Eles foram ao ar quando a promoção não estava segurando um de seus principais PPVs e foram vendidos a um custo menor. Unforgiven: In Your House foi o 21º evento In Your House e aconteceu em 26 de abril de 1998, no Greensboro Coliseum Complex em Greensboro, Carolina do Norte. Este evento inaugural dos Imperdoáveis foi notável por apresentar a primeira luta no Inferno, bem como a primeira combinação de vestido de noite.
Depois que a marca In Your House foi retirada após o St. Valentine's Day Massacre: In Your House em fevereiro de 1999: In Your House, Unforgiven se ramificou como seu próprio PPV em setembro. O Unforgiven continuou como o PPV anual de setembro da promoção até 2008. Após o evento de 2008, Unforgiven foi descontinuado e substituído por Breaking Point em 2009.
Em maio de 2002, o WWF foi renomeado para World Wrestling Entertainment (WWE) como resultado de um processo do World Wildlife Fund sobre o inicialismo "WWF". Também nessa época, a promoção realizou um draft que dividiu sua lista em duas marcas distintas de luta livre, Raw e SmackDown!, onde os lutadores se apresentavam exclusivamente. - uma terceira marca, ECW, foi adicionada em 2006. Para coincidir com a extensão da marca, o Unforgiven foi realizado exclusivamente para lutadores da marca Raw de 2003 a 2006. Após a WrestleMania 23 em abril de 2007, a WWE descontinuou os PPVs exclusivos da marca, portanto, os eventos de 2007 e 2008 apresentaram lutadores das marcas Raw, SmackDown e ECW.

## Eventos
|  | Evento da marca Raw |

| 1                                                   | Unforgiven: In Your House | 26 de abril de 1998    | Greensboro, Carolina do Norte | Greensboro Coliseum Complex | Stone Cold Steve Austin (c) vs. Dude Love pelo Campeonato Mundial dos Pesos Pesados da WWF |  |
| 2                                                   | Unforgiven (1999)         | 26 de setembro de 1999 | Charlotte, Carolina do Norte  | Charlotte Coliseum          | Triple H vs. The Rock vs. Kane vs. Mankind vs. Big Show vs. The British Bulldog em um Six-Pack Challenge pelo vago Campeonato da WWF com Stone Cold Steve Austin como o executor convidado especial |  |
| 3                                                   | Unforgiven (2000)         | 24 de setembro de 2000 | Filadélfia, Pensilvânia       | First Union Center          | The Rock (c) vs. Chris Benoit vs. The Undertaker vs. Kane in a luta fatal four-way pelo Campeonato da WWF                                                                                           |  |
| 4                                                   | Unforgiven (2001)         | 23 de setembro de 2001 | Pittsburgh, Pensilvânia       | Mellon Arena                | Stone Cold Steve Austin (c) vs. Kurt Angle pelo Campeonato da WWF |  |
| 5                                                   | Unforgiven (2002)         | 22 de setembro de 2002 | Los Angeles, Califórnia       | Staples Center              | Brock Lesnar (c) vs. The Undertaker pelo Campeonato da WWF |  |
| 6                                                   | Unforgiven (2003)         | 21 de setembro de 2003 | Hershey, Pensilvânia          | Giant Center                | Triple H (c) vs. Goldberg in a luta Título vs. Carreira pelo Campeonato Mundial dos Pesos Pesados                                                                                                   |  |
| 7                                                   | Unforgiven (2004)         | 12 de setembro de 2004 | Portland, Oregon              | Rose Garden Arena           | Randy Orton (c) vs. Triple H pelo Campeonato Mundial dos Pesos Pesados |  |
| 8                                                   | Unforgiven (2005)         | 18 de setembro de 2005 | Oklahoma City, Oklahoma       | Ford Center                 | John Cena (c) vs. Kurt Angle pelo Campeonato da WWF |  |
| 9                                                   | Unforgiven (2006)         | 17 de setembro de 2006 | Toronto, Ontario, Canadá      | Air Canada Centre           | Edge (c) vs. John Cena em uma luta Última Chance Tables, Ladders, and Chairs pelo Campeonato da WWF                                                                                                 |  |
| 10                                                  | Unforgiven (2007)         | 16 de setembro de 2007 | Memphis, Tennessee            | FedExForum                  | The Undertaker vs. Mark Henry |  |
| 11                                                  | Unforgiven (2008)         | 7 de setembro de 2008  | Cleveland, Ohio               | Quicken Loans Arena         | Chris Jericho vs. Batista vs. Kane vs. John "Bradshaw" Layfield vs. Rey Mysterio em uma Championship Scramble pelo vago Campeonato Mundial dos Pesos Pesados                                        |  |
| (c) – refere-se ao(s) campeão(es) indo para a luta. |                           |                        |                               |                             | |  |